# Chelsea Stewart
Pour les articles homonymes, voir Stewart.
Chelsea Blaine Stewart (née le 28 avril 1990 à Denver au Colorado) est une joueuse de football (de soccer) canadienne évoluant au poste de défenseur et de milieu de terrain. Elle joue pour les Whitecaps de Vancouver  et elle est membre de l'Équipe du Canada de soccer féminin (38 sélections en date du 5 août 2012).  

## Biographie

### Carrière en club
De 2003 à 2007, Stewart évolue au centre de formation du Colorado Rush. En 2006 elle remporte avec son équipe le championnat national junior des États-Unis (United States national youth championship). 

#### NCAA
Depuis 2010, Stewart joue pour les Bruins (UCLA) de l'Université de Californie à Los Angeles, équipe évoluant dans la Première Division NCAA. Avant de jouer avec les Bruins UCLA, Stewart évolue une saison (2009) avec les Commodores à l'Université Vanderbilt, également dans la Première division NCAA. Elle joue 18 matchs avec les Commodores et marque trois buts. 
Sa performance comme défenseur avec les Commodores l'a fait élire sur l'équipe étoilée des recrues de la Conférence Sud-Est NCAA (Southeastern Conference All-Freshman team).

#### W-League
Depuis 2008, Stewart enfile le maillot des Whitecaps de Vancouver dans la W-League. Toutefois elle est absente du club lors de la saison 2011 en raison de ses études universitaires..

### Carrière en sélection nationale
De 2008 à 2010, Stewart évolue avec l'équipe nationale du Canada des moins de 20 ans avec laquelle elle participe à la Coupe du monde féminine U-20 2008 tenue au Chili. Auparavant elle marque 2 buts décisifs pour aider le Canada à remporter le Championnat CONCACAF U-20 en 2008 au Mexique. Elle est capitaine de l'équipe canadienne U-20 en 2010 et participe au championnat de la CONCACAF U-20 de 2010 au Guatemala. Au total, Stewart reçoit 24 sélections pour le Canada U-20 et marque quatre buts.
En mars 2009, Stewart fait ses débuts avec l'équipe nationale senior du Canada. Elle participe comme remplaçante avec l'équipe du Canada au Championnat féminin de la CONCACAF 2010, au Tournoi de Chypre en mars 2011 et à la Coupe du monde féminine de 2011 (elle fait une  apparition lors du match contre la France). 
Stewart est également de l'effectif canadien lors des qualifications pré-olympiques de la Concacaf et lors des Jeux olympiques de 2012.

## Palmarès

### En équipe nationale
- Médaille d'or aux Jeux panaméricains 2011
- Médaille d'or lors du Championnat féminin de la CONCACAF 2010